# Toyota Vista V20
TOYOTA Vista *V2*  (яп. — ト ヨ タ · ビ ス タ) — второе поколение среднеразмерного легкового автомобиля модели Vista выпускаемого TOYOTA только для внутреннего рынка Японии с 1986 по 1990 год. По классификации занимает место между Toyota Corona, Toyota Carina, Toyota Corolla и Toyota Mark II, Toyota Chaser, Toyota Cresta. Во второй половине 90-х годов был довольно распространен на территории Сибири и Дальнего Востока.  

## Кузов
Авто представлен в двух видах кузова:
- Хардтоп — Двери без рамок, но средняя стойка присутствует. Все детали идентичны и взаимозаменяемы  TOYOTA Camry Prominent VZV20
- Седан — Двери с рамками. Все детали идентичны TOYOTA Camry *V2* (Седан).

Номера кузовов:
- SV20 (08.1986 — 08.1988 гг.) — двигатель 1S-Ci (1S-Ui)
- SV21 (08.1986 — 07.1990 гг.) — двигатель 3S-FE (в версиях с GT комплектацией ставился: 3S-GE 1st Gen)
- SV22 (08.1988 — 07.1990 гг.) — двигатель 4S-Fi, пришел на замену устаревшему 1S-Ui в 1988 году
- SV25 (10.1987 — 07.1990 гг.) — двигатель 3S-FE и полный привод (FullTime с блокировкой межосевого дифференциала)
- CV20 (08.1986 — 07.1990 гг.) — двигатель 2С-T, единственный дизель, устанавливавшийся на данное поколение

## Двигатели
|       | Объём | Мощность | Крутящий момент | Впрыск | Ход поршня | Диаметр |
| ----- | ----- | -------- | --------------- | ------ | ---------- | ------- |
| 1S-Ui | 1832  | 105/5400 | 160/2800        | Ci     | 90         | 80.5    |
| 2S-FE | 1995  | 120/5400 | 173/4000        | EFI    | 90         | 80.5    |
| 2C-T  | 1974  | 85/4500  | 235/2600        | ТНВД   | 85         | 86      |
| 3S-FE | 1998  | 130/5200 | 185/4400        | EFI    | 86         | 86      |
| 3S-GE | 1998  | 165/6000 | 191/4800        | EFI    | 86         | 86      |
| 4S-Fi | 1838  | 105/5600 | 105/5600        | Ci     | 86.0       | 82.5    |

## Трансмиссия
A140L — 4-ступенчатая автоматическая коробка переключения передач (простая)
A140E — 4-ступенчатая автоматическая коробка переключения передач (режимная — кнопки O/D, PWR, MANU)
A540H — 4-ступенчатая автоматическая коробка переключения передач (4WD, передаточные числа как у A140E)
S50 — 5-ступенчатая механическая коробка переключения передач (для дизеля 2C-T)
S51 — 5-ступенчатая механическая коробка переключения передач
S53 — 5-ступенчатая механическая коробка переключения передач (более спортивная чем S51)
E56F2 — 5-ступенчатая механическая коробка переключения передач (4WD, задний дифференциал подключен с помощью вискомуфты)
E56F5 — 5-ступенчатая механическая коробка переключения передач (4WD, присутствует блокировка дифференциала)

## Подвеска
Независимая McPherson со стабилизатором поперечной устойчивости как спереди, так и сзади. Амортизаторы нераздельные, находятся внутри пружины и вместе с ней представляют из себя единую стойку. 

## Тормозная система
Тормозная система гидравлическая с усилителем, представлена дисковым тормозным механизмом с однопоршневыми суппортами на всех четырёх колёсах. Исключение составляли бюджетные комплектации с задними барабанными тормозами.

## Салон
Салон выпускался в четырех цветовых вариациях: бордовый, бежевый, синий и серый. Сидения и вставки в дверные карты делались из велюра (особо «бедные» комплектации комплектовались салоном с тряпичной обивкой)

## Рестайлинг
В 1988 году был произведен рестайлинг модели, он затронул как салон, так и оптику автомобиля.
Интерьер:
Изменения были направлены на создание более современного дизайна путём округления таких деталей как:
- Внутренние ручки дверей(до рестайлинга были квадратные хромированные, после — прямоугольные полностью пластиковые)
- Сверху до рестайлинга, снизу послеКнопки слева и справа от спидометра (кнопки: «аварийки», обогрева заднего стекла и противотуманного освещения), теперь их стало помещаться в два раза больше
- Кнопки блока климат-контроля и магнитолы, их цвет был изменен с серого на черный
- Ручка селектора АКПП
- Кнопки управления стеклоподъёмниками

В кузове Hardtop произошло изменение в системе крепления задних ремней безопасности, катушки были вынесены практически на заднюю стойку и располагались за боковыми секциями задних сидений и в сущности стали напоминать конструкцию передних (за исключением ремня безопасности по середине).
Вставка посередине торпедо стала гладкой, до рестайлинга она была ребристой.
Также изменился цвет потолка с бежевого на цвет салона.
Экстерьер:
- Решетка радиатора — стала более округлой, эмблема V переместилась в центр, изменилась система креплений решетки, габариты стали больше.
- На стоп-сигнале появилась углубленная черная полоса как бы разделяющая его на две части, рамка под номер изменила форму с прямоугольной на трапецию.

## Комплектации
У данной модели был довольно широкий выбор комплектаций, их насчитывалось 71. От самых простых, с ручными стеклоподъёмниками, задними барабанными тормозами и маломощным двигателем 4S-Fi/2C-T, до богатых комплектаций типа Gran Turismo (GT), которые включали в себя электронный щиток приборов, дисковые тормоза в круг, ионизатор воздуха, вытяжку на потолке в салоне и форсированный двигатель 3S-GE.
Основные отличия GT комплектации:
- GT салон
- Надпись Twin Cam 16 на решетке радиатора
- Надпись 2.0 Twin Cam 16 на молдингах задних дверей
- Трех-спицевый руль
- Двигатель 3S-GE 1st Gen
- Специальные алюминиевые диски R15
- Распорка передних стоек
- Накладка на фартук под передним бампером (опционально)
- Усиленные амортизаторы или амортизаторы с системой изменения жесткости TEMS

## Расшифровка кода модели
Код модели состоит, условно, из 6 блоков. Первый — тип топлива, второй — номер кузова, третий — модель( Vista или Camry), четвертый — тип кузова, пятый — какой КПП оборудован автомобиль и шестой — собственно, сама комплектация, у каждого кузова они свои. Система расшифровки верна как для Vista, так и для Camry.
SV21-UTPGK
E(1)-SV21(2)-U(3)T(4)P(5)GK(6)
1.
- E — бензиновый двигатель
- N — дизельный двигатель

2.
- SV20 — 1S-Ui
- SV21 — 3S-FE/3S-GE
- SV22 — 4S-Fi
- SV25 — 3S-FE (4WD)
- CV20 — 2C-T

3.
- U — Vista
- J — Camry

4.
- T — HardTop Chassis
- E — Sedan Chassis

5.
- P — ATM
- M — MTM

6.
SV20
- DL — VIS: VC , CAM: LT
- EL — VIS: VR, CAM: ZE
- ML — VIS: VE, CAM: ZT
- NL — VIS: VL, CAM: XT

SV21
- GK — VIS: VX, CAM: ZX
- MK — VIS: VE, CAM: ZT(1986-1988), LUM (1988-1990)
- VF — GT

SV22
- DM — VIS: VC , CAM: LT
- EM — VIS: VR, CAM: ZE
- MM — VIS: VE, CAM: LUM
- NM — VIS: VL, CAM: XT

SV25
- EK — VIS: VR, CAM: ZE
- NK — VIS: VL, CAM: XT

CV20
- MX — VIS: VE, CAM: ZT(1986-1988), LUM (1988-1990)
- NX — VIS: VL, CAM: XT

## Похожие автомобили
- TOYOTA Camry
- TOYOTA Camry Prominent
- LEXUS ES250
- Holden Apollo